# متنزه برنهام بوينت الحكومي
متنزه برنهام بوينت الحكومي هو متنزه حكومي تبلغ مساحته 12 فدانًا (0.049 كيلومتر مربع) تقع على نهر سانت لورانس في بلدة كيب فينسنت في مقاطعة جيفرسون، نيويورك، الولايات المتحدة. تقع المتنزه على بعد حوالي 32 ميلاً (51 كم) شمال مدينة المياه.

## التأسيس
انشأ المتنزه في عام 1898 كجزء من محمية سانت لورانس.

## وصف المتنزه
متنزه برنهام بوينت الحكومي مفتوح من منتصف مايو حتى عيد العمال توفر المتنزه الصغيرة في المقام الأول مساحة للتخييم بما في ذلك 47 موقعًا للخيام والمقطورات 19 منها تحتوي على وصلات كهربائية توفر المتنزه أيضًا إطلاق قارب وانزلاق للقوارب وصيد الأسماك والصيد وأجنحة وطاولات نزهة وملعبا.

## روابط خارجية
- متنزهات ولاية نيويورك: متنزه برنهام بوينت الحكومي